# Garalgachha
Garalgachha là một thị trấn thống kê (census town) của quận Hugli thuộc bang Tây Bengal, Ấn Độ.

## Nhân khẩu
Theo điều tra dân số năm 2001 của Ấn Độ, Garalgachha có dân số 4499 người. Phái nam chiếm 52% tổng số dân và phái nữ chiếm 48%. Garalgachha có tỷ lệ 86% biết đọc biết viết, cao hơn tỷ lệ trung bình toàn quốc là 59,5%: tỷ lệ cho phái nam là 89%, và tỷ lệ cho phái nữ là 82%. Tại Garalgachha, 7% dân số nhỏ hơn 6 tuổi.